# Nils Orring
Nils Erik Orring, född 5 augusti 1916 i Umeå landsförsamling, Västerbottens län, död 30 maj 2007 i Tegs församling, Västerbottens län,, var en svensk lantmätare och kommunalpolitiker (Folkpartiet). Han var sedan 1946 gift med Ulla Orring. 
Orring, som var son till förste länsskogsvaktare Frans Orring och Magda Lundberg, avlade studentexamen i Umeå 1938 och utexaminerades från Kungliga Tekniska högskolan 1942. Han tjänstgjorde som lantmätare i Stockholms och Västerbottens län 1942–1950 och var stadsingenjör i Umeå stad/kommun 1950–1981. Han var även ledamot av Västerbottens läns landsting, Umeå stadsfullmäktige samt ordförande i skolstyrelsen och Umeå folkpartiförbund. Han var även ordförande i Tegs sportklubb och Tegs tennisklubb. Han utarbetade kartan Umeå stad jämte Teg, Backen och Röbäck i Umeå socken (1960) och skrev Utblick från Umeå. Om skeenden, händelse och episoder (2002).